# Home as Found
Pour les articles homonymes, voir Home.
Home as Found (1838) est un roman de James Fenimore Cooper dont l'action se déroule dans la ville fictive de Templeton, largement inspirée du village de Cooperstown. L'intrigue suit la famille Effingham, qui revient à Templeton après avoir passé du temps à New York, explorant les thèmes du retour et des changements dans la société américaine.